# Тимоня
Тимо́ня — массовая русская пляска по кругу (карагодная пляска) с пением припевок в сопровождении инструментального наигрыша, распространённая в южных районах Курской области и на северо-западе Белгородской области.

## Описание
Наигрыш и пляска «Тимоня» бытует в русских селах бывшего Суджанского уезда Курской губернии (ныне Суджанский, Беловский, Большесолдатский районы Курской области), где распространена традиция ансамблевой игры на духовых и струнных инструментах — гармонике, балалайке, скрипке, жалейке и кугиклах, а также трещоток.
В основе пляски типичный для южных областей России шаг тройного ритма, один из видов русской «дроби». Его ритмический рисунок — тройное деление 2/4 такта. Напев его, как и в «Камаринской», неквадратного строения — трёх-шестидольный.
Танец представляет собой хоровод (карагод) из ряда движущихся по кругу танцевальных групп, каждая из которых состоит из двух или трёх женщин («курочек») и одного мужчины («петуха Тимони»). Мужчина исполняет перед женщинами импровизированные движения, имитирующие движения хорохорящегося петуха (диал. кочет); при этом музыканты располагаются в центре хоровода. В пляске сдержанная манера женщин, основанная на повторе одних и тех же движений, резко контрастирует с яркими импровизациями мужчин и заканчивается вовлечением в танец даже музыкантов
Схожие пляски:
- «Ворыхан», которая существовала на границе Владимирской и Ивановской областей;
- «Буза», которая плясалась тверитянами (Тверская область);
- «Тупи-тап» у коми-пермяков из села Кукушка[5].

### Примеры частушек
Ой, Тимоня, Тимонюшка,

Кучерявая головушка!

Катерина в шелковой шубке,

У Катерины алые губки.

Тимоня мужик не богатый,

Поехал в лес кудреватый.

Тимоня в начищенных сапогах,

У него вся грудушка в орденах.

Мне не нужен дом кирпичный,

Нужен милый симпатичный.

Мне не нужен дом железный,

Нужен миленький любезный.

Ой, Ванька, конопецкай,

Зипунишка коротенькай.

Он вьётся-увивается,

Женихом называется.

Не по моему закон завели,

Полну хату казаков навели.

За твои за чёрны глазки,

Дома держат за привязки

Где ж тебя черти носили?

Мы б тебя дома женили!

Мы б тебя дома женили,

с кошкою спать уложили.

Парнишка молоденький,

Зипунишка коротенький.

Ой, тёща ты, тёща моя,

Несолёная капуста твоя.

Есть на деревне тихоня.

Недотрога парень Тимоня,

Он не пьет ни грамма хмельного,

Нет у нас второго такого.
Иногда частушка представляет из себя диалог:
— Под ёлкою спала -

Шишка в рот упала.

— Что же ты глядела,

Как она летела?

— Дивчина, дивчина, куды йдёшь?

Расскажи всю правдочку, где живёшь?

— Чи у меня разума не стала,

Чтоб я тебе правдочку казала?

— А что ты не женишься,

На кого надеешься?

— А женюсь я на девушке,

А надеюсь я на денюшки!

## Известные каверы
- «Тимоня» — сингл петербургской фолк-рок-группы «Отава Ё», выпущенный в 2021 г.[6][7]